# Alec Derwent Hope

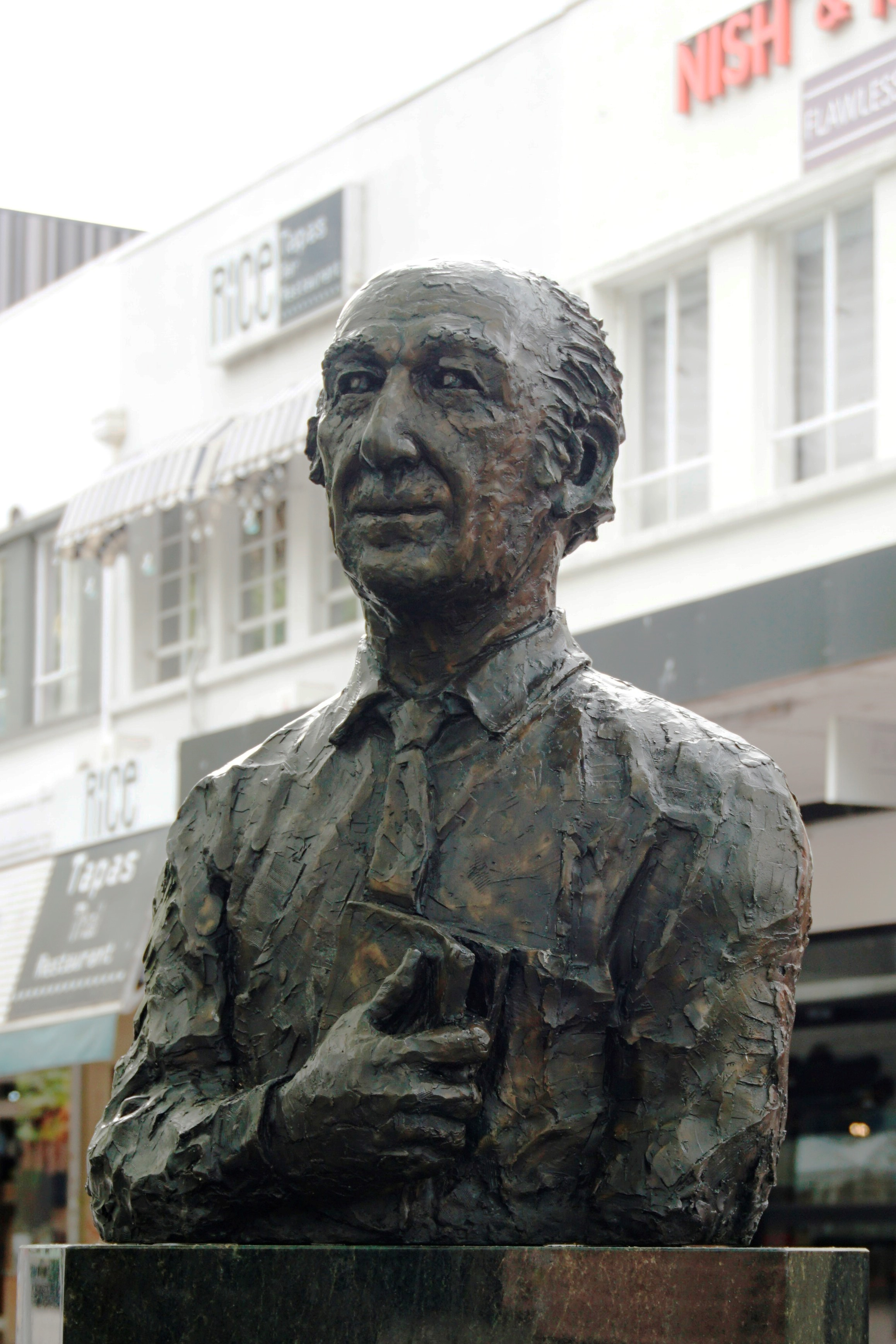
Büste von A. D. Hope

Alec Derwent Hope (* 21. Juli 1907 in Cooma, New South Wales; † 13. Juli 2000 in Canberra) war ein australischer Dichter und Essayist, der für seinen satirischen Blickwinkel bekannt war. Er war außerdem Literaturkritiker, Lehrer und Akademiker.
Hope wurde zu Hause und in Tasmanien ausgebildet. Er besuchte die Universität von Sydney und erhielt ein Stipendium für die Universität Oxford. Nach seiner Rückkehr nach Australien 1931 absolvierte er ein Referendariat und trieb einige Zeit dahin. Er arbeitete als Psychologe beim New South Wales Department of Labour and Industry und als Lektor für Pädagogik und Englisch am Sydney Teachers College (1937–44).
Von 1945 bis 1950 war er Lektor an der Universität von Melbourne und wurde dann der erste Professor für Englisch an der neu gegründeten Universität von Canberra (später Australian National University). Er behielt seinen Lehrstuhl bis zu seinem Rückzug 1967.
Obwohl er seine ersten Veröffentlichungen als Dichter schon in jungen Jahren erlebte – The Wandering Islands (1955) war sein erster Sammelband, wurden die meisten Manuskripte seiner frühen Werke im Feuer zerstört. Seine Vorbilder waren W. H. Auden und Algernon Swinburne; er war sehr autodidaktisch und besaß das Talent, seine Landsleute vor den Kopf zu stoßen.
1972 wurde Hope der Order of the British Empire verliehen und er erhielt viele andere Auszeichnungen. 1989 wurde er als Ehrenmitglied in die American Academy of Arts and Letters gewählt.

## Werke
- The Wandering Islands (1955),
- Poems (1960)
- The cave and the spring (1965) Essays
- Collected poems (1966)
- New poems (1965–1969)
- Dunciad Minor (1970) Satire
- A midsummer eve's dream (1970)
- Native companions (1974),
- A late picking (1975),
- The pack of Autolycus (1978) Essays
- The new Cratylus (1979) Poetik
- A book of answers (1978)
- The drifting continent (1979) Gedichte
- Antechinus (1981),
- The tragical history of Dr Faustus (1982),
- The age of reason (1985) Gedichte
- Ladies from the sea (1987) Drama
- Orpheus (1991) Gedichte
- Chance encounters Memoiren

## Sekundärliteratur
- Ann McCulloch: Dance of the Nomad: A Study of the Selected Notebooks of A. D. Hope. ANU Press, Canberra 2010, ISBN 9781921666919.